# 物語系列

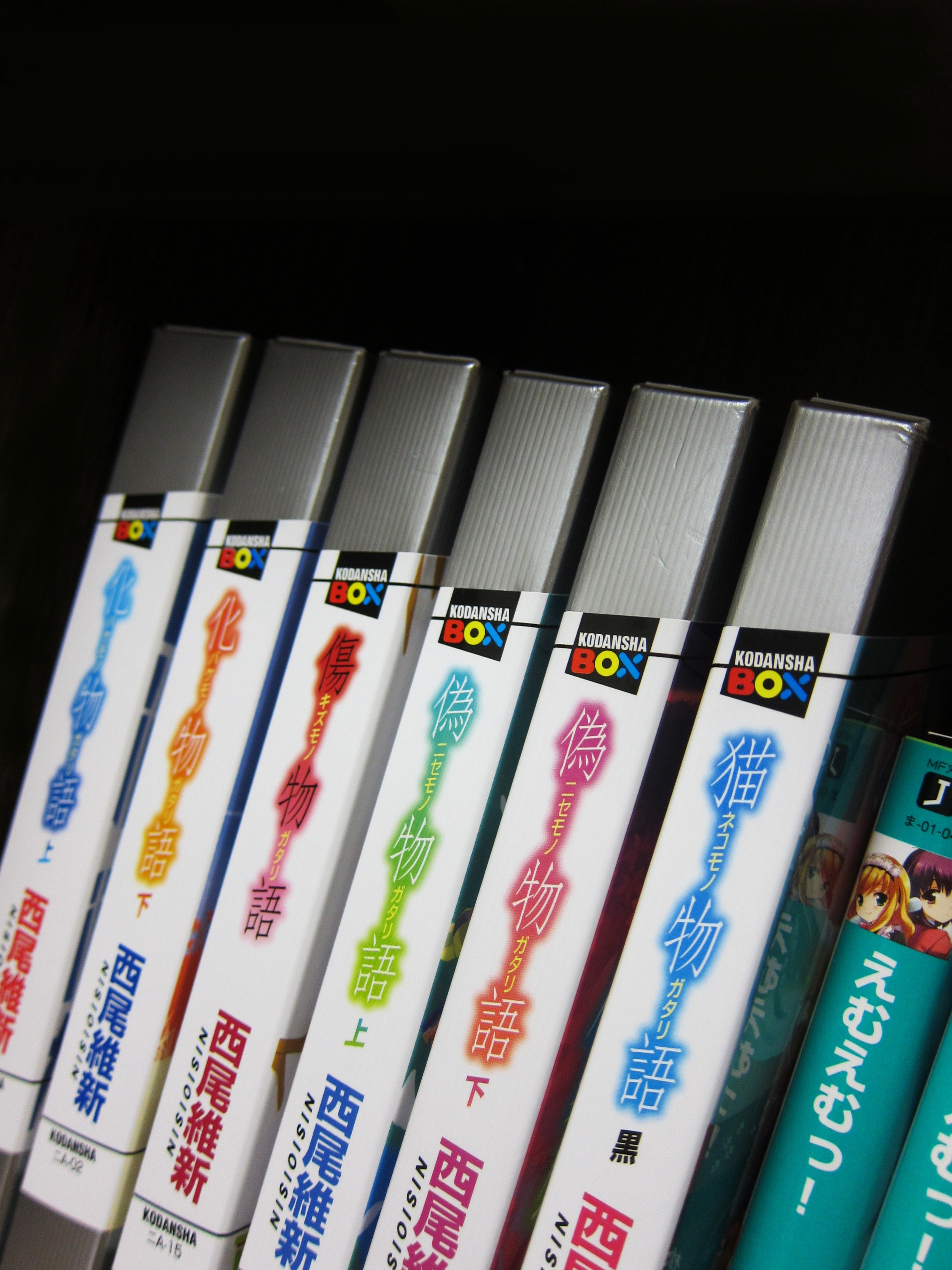
《物語》系列在書架上的圖片

《物語》系列是日本小說家西尾維新在《講談社BOX》上刊載的小說，由台灣插畫家VOFAN負責其中的插畫。首部作品《化物語》是《講談社BOX》在2006年11月2日創刊時連載的作品。台灣中文版小說由尖端出版發行，首部作品《化物語》在2010年7月28日於台北市的漫畫博覽會首賣，简体中文版由上海文艺出版社出版。

## 概要
本作以21世紀初的日本鄉鎮直江津為舞台，描繪着一名高中少年「阿良良木曆」與少女們遇到許多日本民間傳說的怪談故事。最初整個故事分為三個季度，现在已经有五个季度。最初作者只寫完第一季（First Season）的故事，後來因著第一部動畫《化物語》的大熱而拍板編寫早有構思的後續，在第二季（Second Season）發行期間再加入最終季（Final Season）計劃，緊接於最終季完成後確定仍會撰寫外傳系列第外季（Off Season）、第怪季（Monster Season）。
故事初期不以擊退妖怪或尋找事件原因之類的解謎作為主線，而是透過交流帶領觀眾深入認識每一名登場角色的種種。故事的對話多到讓主要事件差點完全中斷，亦加入了許多後設以及對社會和其他作品的諷刺。當中亦加入了戀愛喜劇，以及精細的動作元素，可說是作者把想要的東西都寫進去的作品。所以，作者自評本作為他的自信作，亦曾稱之為「以很難媒體化為目的而寫的小說」。但在新房昭之的改编和监督下成功动画化，尤其是《化物语》，取得截至2015年21世纪日本深夜动画销量第一的成绩。
這狀況在第二季開始稍為改變，其中引入了不同角度和時間觀念，給觀眾拼湊出每個故事的聯繫和前因後果，故事發展的路向比第一季更為連貫。作者在林林總總的對話情節中，埋下了更多解決故事疑團的伏筆，以及難以觸摸的敘述性詭計，同時亦有重新解讀部分第一季的內容，曾令不少讀者為之震驚。而與第一季最明顯的差異，是每篇故事都彷彿留下謎團，並不存在真正的完滿解決。這些內容連同部分沒有深入解明背景的配角，均銳意留待於最終季整合謎團時完成。
故然，最終季實際上亦沒有執着於以直敘方式解開最後疑團，反而有更多時間是在配角之上拓展幾乎可以獨立成篇的支節設定，然後才用上難以想像的理由解決貫穿全篇的謎團，風格可謂再度貼近第一季。
本作隨著進入每個新章節，就會有一位受妖怪纏繞的角色登場。副標題最初由角色的名字與妖怪的名字而成，例如於第一話登場的戰場原黑儀（戦場ヶ原 ひたぎ）的「黑儀」與「螃蟹」（クラブ）組合而成的「黑儀螃蟹」（ひたぎクラブ）。不過後來開始不作規限，滲入故事內的一些妖怪現象名詞。
隨著動畫推出，該系列小說的銷售在2009年11月累計達到50萬本。其中《化物語》獲得「這本輕小說真厲害！」票選活動的2009年第六位及2010年第二位。

## 用語

### 舞台
北白蛇神社
曾供奉蛇神的神社，隨著神體的遺失而在許久之前廢棄，幾成廢墟。是四周靈能的聚集地。故事开始之初（伤物语）发生灵能混乱，引来了吸血鬼姬丝秀忒・雅赛劳拉莉昂・刃下心（忍野忍），导致最终因为忍野忍引来大量怪异。
浪白公園
阿良良木家附近的公園，阿良良木曆第一次遇見八九寺真宵之處。舊址為400年前刃下心由南極飛越後降臨之湖泊、舊白沱神社所在地。後因長期誤讀而被稱作浪白公園。

### 怪異
重蟹
重蟹，九州島山間一帶民間傳說中的神靈，隨著地區不同而有重力蟹、重石蟹以及重石神等稱呼。
和會附身的妖怪不一樣，重蟹只是存在著，什麼也沒做，不會危害人，也不會攻擊人，更不會附身。要不去期望些什麼，願望就不會實現。
所謂「重蟹」，就是「意念之神」的意思，是代替人類承擔思想的神靈。重蟹接受人的期望，代替他將太過痛苦的記憶封印起來，但是作為「以物易物」的交換會帶走他的體重。
迷途蝸牛
這種怪異會讓人在返家的時候迷路，而不是讓人在前往目的地時迷路，即所謂「無法抵達目的地的人，會阻礙其他人踏上歸途」。而八九寺真宵沒有被怪異附身，因為真宵就是怪異本身。
真宵為了不把他人捲入怪異事件當中，故意與人保持距離。與阿良良木曆初次見面就對阿良良木曆說「請不要跟我說話，我討厭你」這樣的話，真宵不希望有人跟著自己，所以她必須對所有看得見她的人說這種話。
「迷牛」和黑儀遭遇到的「重蟹」一樣，只會出現在有某種緣故的人面前，一般人則看不見八九寺的存在。要遇到迷牛有一個先決條件，就是「希望自己可以不要回家」。所以「真宵蝸牛」一章中只有不想回家的阿良良木曆和羽川翼看得到真宵，遇到迷牛的不是真宵而是曆。
對付迷牛的方法也很簡單，就是「不要跟著它，只要離開它就好」。如果一直跟在永遠到不了目的地的蝸牛身後，任何人都無法回家。
雨魔
雨魔（Rainy Devil），降雨的惡魔，同時也是愛哭的惡魔。自古以來流傳在歐洲的惡魔，它常被描繪成穿著雨衣的猿猴。在毛毛雨的日子裡，有個小孩因為一些無聊的小事和雙親吵架後離家出走，最後在山中迷路被狼群吃掉，這就是雨魔的起源。被忍野咩咩稱作低級惡魔。
履行契約時會與祈願者同化，作品中「惡魔之手」便與祈願者神原駿河的左手同化。特別喜歡惡意、敵意、嫉妒、怨恨和悔恨等黑暗的負面情感，能夠讀出祈願者的裡層願望，並通過暴力實現。它會看穿、挑動、引出人類的黑暗面，進而讓其開花結果。例如許願「能在跑步比赛中拿下第一名」，雨魔便會讀出許願者潛意識的裡層願望「想要痛扁他们一頓」，結果被木乃伊附身的神原骏河襲擊了運動會上與她同組的四名同學。
契約本身須以靈魂來交換，可實現三個願望。據說在三個願望達成之時，它便會奪取許願者的生命和肉體。簡單來說，它在性質上會讓人類最後變成惡魔。因此，當骏河的第一個願望實現後，惡魔之手由於獲得了骏河的靈魂而從手腕長成了下臂。
雨魔用暴力實現的願望是裡層，不是表面。骏河向惡魔之手許下了「希望可以待在戰場原身邊」的表層願望，但實際上出於對阿良良木曆的嫉妒，骏河潛意識中許下了「想要殺掉阿良良木曆」的裡層願望，而雨魔讀出了骏河願望的裡層。而潛意識的願望正是她最真實的心情，但是她不想承認，並把引起襲擊的責任全歸咎於「實現（願望）的方式會違背自己的本意」的惡魔之手。
雨魔無法引出凌駕於自我意識的潛意識。骏河對雨魔的左手許下第二個願望、自己的左手變成野獸之手後，花了四天左手才實際發揮力量，這是因為骏河一直壓抑對阿良良木曆的憎恨直到極限的緣故。當知道曆和黑儀兩人要單獨開讀書會後，骏河無法忍耐了。她的內心被惡魔趁隙而入，最終在晚上襲擊了曆。
驅魔的方法有三種方式：一是實現裡層的願望，二是連同被同化的部分一起砍掉，三是「如果惡魔無法履行契約，契約就會無效」，這樣惡魔就會離開。
雨魔能實現的只有裡層的願望，但不代表他會輕視表層的事物。因此，讓裡層的願望不可能實現是一個驅魔的方法；那相反的，讓表層的心願無法實現也是一個方法。最後由於戰場原黑儀出現在骏河及雨魔的面前，宣誓說要是阿良良木曆死掉她就會殺死骏河，這樣雨魔即使實現了「殺死阿良良木曆」的裡層願望也無法實現「待在戰場原身邊」的表層願望，契約也就無效了。
隨後惡魔消失，毛絨絨的左腕卻依舊存在。忍野咩咩稱骏河的左臂會在她二十歲前的某日恢復，在此之前不得不繼續將左臂纏上繃帶。在《花物語》中，神原的左臂因為「惡魔之手」被沼地蠟花回收而復原。
雨魔的組件除了神原駿河繼承自母親的惡魔之手（左手）外，還有與沼地蠟花同化的惡魔之腳（左腳）、貝木泥舟保存的惡魔之頭，以及在動畫《花物語》中，沼地蠟花成佛後所出現的惡魔之肩（右肩）、惡魔肋骨、惡魔骨盆。全部都在《花物語》末尾都給忍野忍當做零食消滅掉了。
蛇切繩
蛇切繩，是對作品中蛇之怪異的稱呼，又稱「蛇切」、「蛇繩」、「蛇切繩」，也有人直接稱呼它為「口繩」。蛇切繩是用來取人性命、人為的惡意所操控的怪異。
蛇切繩會從腳尖有如纏繞而上一般爬上來，當蛇切繩纏繞到臉部時就會把人整個吞下。通過解咒儀式可以使蛇切繩能夠被觸摸到，當蛇切繩被從身上剝離後會攻擊剝離者，而當被剝離者躲過後則會因由於「咒術反彈」回到施咒者身邊。
障礙貓
障礙貓，沒有尾巴銀白色的貓，是會鑽人類的良心和同情心的空子的低級怪異。
障礙貓會在路上裝作被車碾壓死掉，附身在因同情而將它埋葬的人類身上，並使他的性格突然改變。是恩將仇報的怪異，與招財貓對立的存在。不是貓化身成人類，而是人類變成貓。
擁有能量吸取的能力，被那種怪異碰到的人類，體力和精力會被完全吸乾，甚至可以導致死亡。障貓的能量吸取是直接碰觸型的常駐能力，所以和牠本身的意志無關。
吸血鬼
具有最高級「能量吸取」性質的怪異，可以抽取其他怪異的能量。一段時間便需要吸食人血才能存活，雖然可以吃血以外的一般食物，但無法轉化為營養。
亦可以啃食鋼鐵以獲取鐵質。
十分長壽，壽命達數百歲之譜。
和通俗的吸血鬼傳說相同，具有害怕陽光、銀或聖水等等的弱點。
透過不致命的吸血可以製造出「眷屬」，亦即將人類轉化為吸血鬼，轉化之時會伴隨近乎復活程度的治癒效果，可以達到從一條手臂再生出整個人這樣的程度。
然而經過太多輪的傳遞轉化，吸血鬼的血液將過度稀釋，因此轉化失敗的人會變成殭屍。
在本作中做為代表的忍野忍（原姬丝秀忒・雅赛劳拉莉昂・刃下心）還擁有各式各樣的能力，然而不確定是否所有的吸血鬼都具有
- 改變自己的體重
- 物質具現化
- 潛入影子中
- 遠遠凌駕一般人類的體術戰鬥力

圍欄火蜂
傳聞是室町時代出現過的怪異，類似於傳染病，引發使人動彈不得的高燒，可導致死亡。
直到被著名的陰陽師退治，才終止了疫情的肆虐，然而已經造成了數以百計的人喪命。
不死鳥
杜鵑的怪異，具有托卵寄生的習性，利用懷孕母親腹中的胎兒來轉世。
故事中轉生成為阿良良木曆的妹妹－阿良良木月火。
為不死之身，無論受到何種傷害，罹患何種疾病都能復原，一直活到壽終正寢為止。
付喪神
付喪神，又名「九十九神」，器物放置百年轉化而成的怪異。
本作中出現的斧乃木余接便是由百年屍體製作而來的「人工」付喪神。
苛虎
羽川翼從自己心中分離而創造的怪異，是忌妒的化身，燒毀了羽川的家，並連續襲擊每一個羽川翼曾作為住處的地方。
準備攻擊戰場原家時，和接受了「姐姐」請託，前來阻止的障貓展開大戰。
最終被阿良良木以妖刀心渡穿過喉嚨，被羽川翼吸收而消失。
朽繩
北白蛇神社從前供奉的蛇神，完整靈體是隻足以盤據整個神社的巨大白蛇，變成白色布手環的模樣附在千石撫子身上，請託她幫忙尋找「神體」。
說話總是帶著挑釁一般的語氣。
蛇神
千石撫子吞下封印有朽繩之神體的符紙後轉化而成， 擁有發光的紅瞳，白色蛇髮形似傳說怪物梅杜莎。
作為神明的撫子，失去了對人的警戒心而變得單純開朗，也開始能喝酒，貝木泥舟在每日「參拜」時，常會帶一升瓶的清酒前往。
能召喚洪流般源源不絕的白蛇，將蛇用作長槍，蛇毒的效果連吸血鬼亦不免疫，令前來勸說她的阿良良木曆和忍野忍陷入苦戰。
最終被貝木泥舟勸服，以蛞蝓豆腐抑制了力量，取出符紙進而恢復人類之身。
蛞蝓豆腐
基於日本傳統中的「蛇怕蛞蝓，蛞蝓怕青蛙，青蛙怕蛇」之三方牽制關係，是貝木泥舟施加於千石撫子，用來壓抑朽繩之力量的怪異。
黑暗之影
與其稱為怪異，其实并不是怪异，而是世界的「理則」，在違反自身本質的怪異身邊出現，加以吞噬的存在。看上去是一團漂浮的黑暗，追逐著目標。
四百年前的姬丝秀忒・雅赛劳拉莉昂・刃下心曾因被人當成神供奉，違反作為吸血鬼之本質而引來黑暗之影。吞噬了四境所有的村民，並襲擊了她與同行的妖怪獵人－死屍累生死郎。后来刃下心逃到南极之后创造了自己第一个眷属，这符合吸血鬼本质，因此黑影不再追杀刃下心。
在《鬼物語》中 追擊身為迷途蝸牛卻不想讓人迷路的八九寺真宵，后因为八九寺真宵成佛不再是怪异（实际上因为比父母早死而下了地狱）不再追杀。

## 小說
小說在日本均於講談社BOX刊載，具体信息可参见各篇介绍。日語版本仍在隨作者寫作而更新當中，並由講談社持續出版。繁體中文版本由尖端出版翻譯並出版。簡體中文由上海文藝出版社（舊版，僅出版物語系列第一、第二季）、人民文学出版社（新版）出版
| 序號            | 名稱      | 講談社         | 講談社                 | 尖端出版       | 尖端出版               | 上海文藝出版社 | 上海文藝出版社         | 人民文学出版社 | 人民文学出版社         | 收錄章節 |
| 序號            | 名稱      | 發售日期       | ISBN                   | 發售日期       | ISBN                   | 發售日期       | ISBN                   | 發售日期       | ISBN                   | 收錄章節 |
| 第一季          | 第一季    | 第一季         | 第一季                 | 第一季         | 第一季                 | 第一季         | 第一季                 | 第一季         | 第一季                 | 第一季 |
| --------------- | --------- | -------------- | ---------------------- | -------------- | ---------------------- | -------------- | ---------------------- | -------------- | ---------------------- | --- |
| 1               | 化物語 上 | 2006年11月2日  | ISBN 978-4-06-283602-9 | 2010年7月28日  | ISBN 978-957-10-4309-8 | 2015年1月1日   | ISBN 978-7-5321-5314-5 | 2021年6月      | ISBN 978-7-02-016965-8 | - 第一話：「黑儀 · 螃蟹」 - 第二話：「真宵 · 蝸牛」 - 第三話：「駿河 · 猴子」 |
| 2               | 化物語 下 | 2006年12月5日  | ISBN 978-4-06-283607-4 | 2011年2月11日  | ISBN 978-957-10-4310-4 | 2015年1月1日   | ISBN 978-7-5321-5312-1 | 2021年6月      | ISBN 978-7-02-016966-5 | - 第四話：「撫子 · 蛇」 - 第五話: 「翼·貓」 |
| 3               | 傷物語    | 2008年5月8日   | ISBN 978-4-06-283663-0 | 2011年8月9日   | ISBN 978-957-10-4559-7 | 2015年1月1日   | ISBN 978-7-5321-5317-6 | 2022年1月      | ISBN 978-7-02-016948-1 | - 第零話：「曆·吸血鬼」 |
| 4               | 偽物語 上 | 2008年9月2日   | ISBN 978-4-06-283679-1 | 2012年1月3日   | ISBN 978-957-10-4718-8 | 2015年1月1日   | ISBN 978-7-5321-5313-8 | 2021年6月      | ISBN 978-7-02-016961-0 | - 第六話：「火憐 · 蜜蜂」 |
| 5               | 偽物語 下 | 2009年6月11日  | ISBN 978-4-06-283702-6 | 2012年2月2日   | ISBN 978-957-10-4719-5 | 2015年1月1日   | ISBN 978-7-5321-5315-2 | 2021年6月      | ISBN 978-7-02-016964-1 | - 最終話：「月火 · 鳳凰」 |
| 6               | 貓物語 黑 | 2010年7月29日  | ISBN 978-4-06-283748-4 | 2012年7月10日  | ISBN 978-957-10-4877-2 | 2015年1月1日   | ISBN 978-7-5321-5364-0 | 2021年11月     | ISBN 978-7-02-016962-7 | - 第禁話：「翼·家族」 |
| 第二季          |           |                |                        |                |                        |                |                        |                |                        | |
| 7               | 貓物語 白 | 2010年10月28日 | ISBN 978-4-06-283758-3 | 2012年9月10日  | ISBN 978-957-10-4895-6 | 2015年1月1日   | ISBN 978-7-5321-5363-3 | 2021年11月     | ISBN 978-7-02-016963-4 | - 第懇話：「翼·虎」 |
| 8               | 傾物語    | 2010年12月25日 | ISBN 978-4-06-283767-5 | 2013年3月12日  | ISBN 978-957-10-5178-9 | 2015年1月1日   | ISBN 978-7-5321-5370-1 | 2021年11月     | ISBN 978-7-02-013107-5 | - 第閑話：「真宵 · 殭屍」 |
| 9               | 花物語    | 2011年3月30日  | ISBN 978-4-06-283771-2 | 2013年9月13日  | ISBN 978-957-105-360-8 | 2015年6月1日   | ISBN 978-7-5321-5658-0 | 尚未發行       | N/A                    | - 第變話：「駿河 · 惡魔」 |
| 10              | 囮物語    | 2011年6月29日  | ISBN 978-4-06-283776-7 | 2013年11月1日  | ISBN 978-957-105-385-1 | 2015年6月1日   | ISBN 978-7-5321-5656-6 | 尚未發行       | N/A                    | - 第亂話：「撫子 · 美杜莎」 |
| 11              | 鬼物語    | 2011年9月29日  | ISBN 978-4-06-283781-1 | 2014年1月10日  | ISBN 978-95-710-5495-7 | 2015年6月1日   | ISBN 978-7-5321-5657-3 | 尚未發行       | N/A                    | - 第忍話：「忍·時間」 |
| 12              | 戀物語    | 2011年12月21日 | ISBN 978-4-06-283792-7 | 2014年5月9日   | ISBN 978-9-57-105564-0 | 2015年5月1日   | ISBN 978-7-5321-5661-0 | 尚未發行       | N/A                    | - 第戀話：「黑儀 · 結局」 |
| 物語系列 最終季 |           |                |                        |                |                        |                |                        |                |                        | |
| 13              | 憑物語    | 2012年9月27日  | ISBN 978-4-06-283812-2 | 2015年7月9日   | ISBN 978-957-10-6010-1 | 尚未發行       | N/A                    | 尚未發行       | N/A                    | - 第體話：「余接 · 人偶」 |
| 14              | 曆物語    | 2013年5月21日  | ISBN 978-4-06-283837-5 | 2015年9月22日  | ISBN 978-957-10-6120-7 | 尚未發行       | N/A                    | 尚未發行       | N/A                    | - 第一話：「曆·石」 - 第二話：「曆·花」 - 第三話：「曆·沙」 - 第四話：「曆·水」 - 第五話：「曆·風」 - 第六話：「曆·樹」 - 第七話：「曆·茶」 - 第八話：「曆·山」 - 第九話：「曆·環面」 - 第十話：「曆·種子」 - 第十一話：「曆 · 無事」 - 第十二話：「曆 · 死亡」 |
| 15              | 終物語 上 | 2013年10月22日 | ISBN 978-4-06-283857-3 | 2016年3月18日  | ISBN 978-957-10-6467-3 | 尚未發行       | N/A                    | 尚未發行       | N/A                    | - 第一話：「扇·公式」 - 第二話：「育·謎語」 - 第三話：「育·迷失」 |
| 16              | 終物語 中 | 2014年1月30日  | ISBN 978-4-06-283861-0 | 2016年11月10日 | ISBN 978-957-10-6575-5 | 尚未發行       | N/A                    | 尚未發行       | N/A                    | - 第四話：「忍·盔甲」 |
| 17              | 終物語 下 | 2014年4月2日   | ISBN 978-4-06-283868-9 | 2017年7月17日  | ISBN 978-957-10-7453-5 | 尚未發行       | N/A                    | 尚未發行       | N/A                    | - 第五話：「真宵 · 地獄」 - 第六話：「黑儀 · 約會」 - 第七話：「扇·黑闇」 |
| 18              | 續·終物語 | 2014年9月18日  | ISBN 978-4-06-283878-8 | 2017年11月9日  | ISBN 978-9-57-107806-9 | 尚未發行       | N/A                    | 尚未發行       | N/A                    | - 第終話：「曆·反轉」 |
| 第外季          |           |                |                        |                |                        |                |                        |                |                        | |
| 19              | 愚物語    | 2015年10月6日  | ISBN 978-4-06-283889-4 | 2018年5月1日   | ISBN 978-9-57-107930-1 | 尚未發行       | N/A                    | 尚未發行       | N/A                    | - 第零話：「育·慘敗」 - 第零話：「駿河 · 笨蛋」 - 第零話：「月火 · 復原」 |
| 20              | 業物語    | 2016年1月14日  | ISBN 978-4-06-283892-4 | 2018年10月18日 | ISBN 978-9-57-108294-3 | 尚未發行       | N/A                    | 尚未發行       | N/A                    | - 殘酷童話：「美公主」 - 第零話：「雅賽蘿 · 拉享」 - 第零話：「火憐 · 食人魔」 - 第零話：「翼·睡眠」 |
| 21              | 撫物語    | 2016年7月28日  | ISBN 978-4-06-283898-6 | 2019年5月10日  | ISBN 978-9-57-108545-6 | 尚未發行       | N/A                    | 尚未發行       | N/A                    | - 第零話：「撫子 · 平局」 |
| 22              | 結物語    | 2017年1月12日  | ISBN 978-4-06-283900-6 | 2020年9月10日  | ISBN 978-9-57-109085-6 | 尚未發行       | N/A                    | 尚未發行       | N/A                    | - 第一話：「全歌 · 人魚」 - 第二話：「臨·魔像」 - 第三話：「圖章 · 狼」 - 第四話：「葛·人間」 |
| 第怪季          |           |                |                        |                |                        |                |                        |                |                        | |
| 23              | 忍物語    | 2017年7月20日  | ISBN 978-4-06-283902-0 | 2020年11月19日 | ISBN 978-9-57-109225-6 | 尚未發行       | N/A                    | 尚未發行       | N/A                    | - 第一話：「忍·芥末」 |
| 24              | 宵物語    | 2018年6月14日  | ISBN 978-4-06-511992-1 | 2021年4月12日  | ISBN 978-9-57-109375-8 | 尚未發行       | N/A                    | 尚未發行       | N/A                    | - 第二話：「真宵 . 蝸牛」 - 第三話：「真宵 · 蛇」 |
| 25              | 余物語    | 2019年4月17日  | ISBN 978-4-06-515225-6 | 2022年4月14日  | ISBN 978-6-26-316668-4 | 尚未發行       | N/A                    | 尚未發行       | N/A                    | - 第四話：「余接 · 伙伴」 - 第五話：「余接 · 陰影」 |
| 26              | 扇物語    | 2020年10月28日 | ISBN 978-4-06-521158-8 | 2023年5月16日  | ISBN 978-6-26-356553-1 | 尚未發行       | N/A                    | 尚未發行       | N/A                    | - 第六話: 「扇· 明燈」 - 第七話: 「扇· 班機」 |
| 27              | 死物語 上 | 2021年8月19日  | ISBN 978-4-06-524454-8 | 2024年12月17日 | ISBN 978-6-26-403252-0 | 尚未發行       | N/A                    | 尚未發行       | N/A                    | - 第八話: 「忍· 自盡」 |
| 28              | 死物語 下 | 2021年8月19日  | ISBN 978-4-06-524455-5 | 2024年12月17日 | ISBN 978-6-26-403253-7 | 尚未發行       | N/A                    | 尚未發行       | N/A                    | - 第九話: 「撫子 · 迂迴」 |
| 家族季          |           |                |                        |                |                        |                |                        |                |                        | |
| 29              | 戰物語    | 2023年5月17    | ISBN 978-4-06-531262-9 | 尚未發行       | N/A                    | 尚未發行       | N/A                    | 尚未發行       | N/A                    | N/A |
| 番外            |           |                |                        |                |                        |                |                        |                |                        | |
|                 | 混物語    | 2019年2月6日   | ISBN 978-4-06-513292-0 | 2022年12月19日 | ISBN 978-6-26-338796-6 | 尚未發行       | N/A                    | 尚未發行       | N/A                    | - 第忘話: 「 今日子 · 平衡」 - 第強話: 「 潤·建築」 - 第法話: 「 鑿·規則」 - 第眼話: 「 眉美 · 紅眼」 - 第病話: 「 黑貓 · 床」 - 第血話: 「 莉絲佳 · 血」 - 第刀話: 「 否定 · 透」 - 第殺話: 「 伊織 · 賦格」 - 第軍話: 「 子荻 · 遊俠」 - 第招話: 「 彩·三重」 - 第喰話: 「 理澄 · 搖滾」 - 第大話: 「 巫女子 · 社群」 - 第英話: 「 空·隱形」 - 第騙話: 「 噓·輪盤」 - 第終話: 「 真心 · 終結」 |

## 作品內時間線
| 時間                                              | 事件 | 章節名                     | 書名                                      | BD版话数                                  |
| 原始世界线                                        | 原始世界线 | 原始世界线                 | 原始世界线                                | 原始世界线                                |
| ------------------------------------------------- | --- | -------------------------- | ----------------------------------------- | ----------------------------------------- |
| 約600年前                                         | 「姬絲秀忒」雅賽蘿拉成為吸血鬼。 | Acerola Bon Appetit        | 業物語                                    | 業物語                                    |
| 約400年前                                         | 姬絲秀忒環遊世界，由南極跳躍至日本，降落時濺起的湖水解決當地的乾旱問題，因此居民供奉為神。 | 忍時間                     | 鬼物語                                    | 02                                        |
| 約400年前                                         | 約一年後當地居民開始遭遇神隱事件。 | 忍時間                     | 鬼物語                                    | 02                                        |
| 約400年前                                         | 因「非存在」的「黑暗之影」而撤離至南極的姬絲秀忒藉由初代怪異殺手遺留下來的手臂製造了第一個眷屬。 | 忍時間                     | 鬼物語                                    | 02                                        |
| 約400年前                                         | 姬絲秀忒的第一位眷屬在吸血鬼化的數年後於姬絲秀忒眼前投身太陽之下自殺。 | 曆吸血鬼                   | 傷物語                                    | 剧场III冷血篇                             |
| 15年前                                            | 初代怪異殺手的餘灰開始匯集至北白蛇神社，導致神社崩壞。 | 忍盔甲                     | 終物語（中）                              | 03-04                                     |
| 15年前                                            | 由臥煙伊豆湖發案，同其學弟妹：忍野咩咩、貝木泥舟、影縫余弦、手折正弦等人利用還魂法及超過百年的屍體人工製造付喪神的式神怪異「斧乃木余接」。 | 忍盔甲                     | 終物語（中）                              | 03-04                                     |
| 15年前                                            | 不死鳥托卵寄生於阿良良木的母親。 | 忍盔甲                     | 終物語（中）                              | 03-04                                     |
| 11年前 5月14日                                    | 八九寺真宵（下稱「真宵」）遭到了交通事故。 | 真宵蝸牛                   | 化物語（上）                              | 05回忆                                    |
| 6年前                                             | 阿良良木曆（下稱「曆」）的父母將老倉育（下稱「育」）寄養於阿良良木家保護。 | 育迷失                     | 終物語（上）                              | 06回忆                                    |
| 5年前暑假                                         | 曆從育那邊學習到數學的有趣。 | 育迷題                     | 終物語（上）                              | 03-04回忆                                 |
| 4年前                                             | 黑儀和駿河被田徑部請求加入。 | 黑儀投擲                   | 女英雄書                                  | 女英雄書                                  |
| 2年前 7月15日                                     | 1年3班開了尋找數學期末考分數異常班會。班會後，對結論失望的曆變得行為不良。 | 扇公式                     | 終物語（上）                              | 01-02回忆                                 |
| 2年前某日                                         | 曆將自己在木工課製作的小屋棄置於花壇。 | 曆石                       | 曆物語                                    | 01                                        |
| 3月25日                                           | 高中二年級的結業典禮。曆偶然看到羽川翼（下稱「翼」）的內褲，並以此事為契機成為朋友。 | 曆吸血鬼                   | 傷物語                                    | 剧场I铁血篇                               |
| 3月26日                                           | 曆在買黄色图書以覆盖对翼的内裤的记忆的途中發現沒有四肢的女吸血鬼姬絲秀忒·雅賽蘿拉莉昂·刃下之心（下稱「姬絲秀忒」）。曆在姬絲秀忒的請求下，自願用自己的生命救了姬絲秀忒。不料曆在認為自己必死的途中，被姬絲秀忒變成吸血鬼眷屬，並以此身份活了下去。 | 曆吸血鬼                   | 傷物語                                    | 剧场I铁血篇                               |
| 3月28日                                           | 曆被吸血鬼獵人德拉曼茲路基、艾比所特和奇洛金卡達襲擊。曆得到忍野咩咩（下稱「咩咩」）拯救，驅趕了吸血鬼獵人。曆和姬絲秀忒在咩咩的協力下到舊私塾暫住。                                                                                               | 曆吸血鬼                   | 傷物語                                    | 剧场I铁血篇                               |
| 3月29日                                           | 在咩咩的策略下，曆與吸血鬼獵人德拉曼茲路基單獨決鬥。結果德拉曼茲路基投降。其後奪回姬絲秀忒的右腳。 | 曆吸血鬼                   | 傷物語                                    | 剧场II热血篇                              |
| 4月4日                                            | 在咩咩的策略下，曆與吸血鬼獵人艾比所特單獨決鬥。在翼的建議下，曆打敗艾比所特。其後奪回姬絲秀忒的左腳。 | 曆吸血鬼                   | 傷物語                                    | 剧场II热血篇                              |
| 4月5日                                            | 翼被吸血鬼獵人奇洛金卡達抓走。曆與奇洛金卡達單獨決鬥。其後救了翼及奪回姬絲秀忒的兩手。 | 曆吸血鬼                   | 傷物語                                    | 剧场II热血篇                              |
| 4月6日                                            | 咩咩歸還姬絲秀忒的心臟給曆，並說明其原因。 | 曆吸血鬼                   | 傷物語                                    | 剧场III冷血篇                             |
| 4月6日                                            | 曆發現姬絲秀忒吃了奇洛金卡達，並說翼是攜帶口糧，曆大怒。 | 曆吸血鬼                   | 傷物語                                    | 剧场III冷血篇                             |
| 4月6日                                            | 曆本來自責而想衝到太陽下自殺。晚上，曆依翼的建議下與姬絲秀忒對決（為了變回人類）。翼中斷了二人的對決。 | 曆吸血鬼                   | 傷物語                                    | 剧场III冷血篇                             |
| 4月7日                                            | 「曆吸血鬼」事件解決。在咩咩的提議下，姬絲秀忒和曆都變成類吸血鬼，失去大部分吸血鬼能力。姬絲秀忒變成8歲的模樣，力量被削弱；曆重新以普通人的身份上學，但仍保留部分吸血鬼的再生能力。                                                                | 曆吸血鬼                   | 傷物語                                    | 剧场III冷血篇                             |
| 4月8日                                            | 高中三年級開學，曆與翼同班。 | 曆吸血鬼                   | 傷物語                                    | 剧场III冷血篇                             |
| 4月11日                                           | 翼與曆在用來供俸石的庭院前協商。 | 曆石                       | 曆物語                                    | 01                                        |
| 4月12日                                           | 曆撤除用來供俸石的庭院。 | 曆石                       | 曆物語                                    | 01                                        |
| 4月下旬                                           | 暦、子荻・一姫・玉藻在三叉路口被逼得走投無路。 | 子荻遊俠                   | 混物語                                    | 混物語                                    |
| 4月29日                                           | 翼被貓的怪異魅惑。 | 翼家庭                     | 貓物語（黒）                              | 01-04                                     |
| 4月29日-30日                                      | 翼開始時常頭痛。 | 翼家庭                     | 貓物語（黒）                              | 01-04                                     |
| 4月30日                                           | 黑羽川覺醒。 | 翼家庭                     | 貓物語（黒）                              | 01-04                                     |
| 4月30日                                           | 黑羽川襲擊翼的父母。 | 翼家庭                     | 貓物語（黒）                              | 01-04                                     |
| 5月1日                                            | 黑羽川咬斷曆的左臂。 | 翼家庭                     | 貓物語（黒）                              | 01-04                                     |
| 5月2日-7日                                        | 黑羽川每晚襲擊鎮上路人。 | 翼家庭                     | 貓物語（黒）                              | 01-04                                     |
| 5月7日                                            | 在咩咩與姬絲秀忒的幫助下，第一次「翼貓」事件落幕。 | 翼家庭                     | 貓物語（黒）                              | 01-04                                     |
| 5月8日                                            | 曆知道了戰場原黑儀（下稱「黑儀」）的秘密。 | 黑儀螃蟹                   | 化物語（上）                              | 01-02                                     |
| 5月8日                                            | 曆帶黑儀見咩咩。 | 黑儀螃蟹                   | 化物語（上）                              | 01-02                                     |
| 5月8日                                            | 咩咩決定將姬絲秀忒改名成「忍野忍」（下稱「小忍」或「忍」）。 | 黑儀螃蟹                   | 化物語（上）                              | 01-02                                     |
| 5月8日                                            | 在咩咩的協助下，「黑儀螃蟹」事件完結。 | 黑儀螃蟹                   | 化物語（上）                              | 01-02                                     |
| 5月9日                                            | 曆和黑儀一同離開舊私塾，黑儀向曆表明沒有存款支付咩咩費用，曆提議以怪談或都市傳說做折抵。 | 曆花                       | 曆物語                                    | 02                                        |
| 5月10日                                           | 曆侵入學校的屋頂調査不明花束。 | 曆花                       | 曆物語                                    | 02                                        |
| 5月14日                                           | 曆跟真宵相遇。 | 真宵蝸牛                   | 化物語（上）                              | 03-05                                     |
| 5月14日                                           | 在咩咩和黑儀的協助下，「真宵蝸牛」事件完結。真宵由地縛靈變成浮游靈。 | 真宵蝸牛                   | 化物語（上）                              | 03-05                                     |
| 5月14日                                           | 曆被黑儀表白並成為戀人。 | 真宵蝸牛                   | 化物語（上）                              | 03-05                                     |
| 5月23日                                           | 曆被神原駿河（下稱「駿河」）跟蹤。 | 駿河猴子                   | 化物語（上）                              | 06-08                                     |
| 5月26日                                           | 曆與黑儀一起在黑儀家溫習。其後回家時被怪物襲擊。 | 駿河猴子                   | 化物語（上）                              | 06-08                                     |
| 5月27日                                           | 曆拜訪神原家，並帶駿河見咩咩。 | 駿河猴子                   | 化物語（上）                              | 06-08                                     |
| 5月27日                                           | 咩咩告知駿河左手的秘密。 | 駿河猴子                   | 化物語（上）                              | 06-08                                     |
| 5月27日                                           | 在咩咩和黑儀的協助下，「駿河猴子」事件完結。 | 駿河猴子                   | 化物語（上）                              | 06-08                                     |
| 5月下旬                                           | 直江津高中的校方聽聞有不明人士從外部入侵屋頂的傳聞，決議進行改修工程。 | 曆花                       | 曆物語                                    | 02                                        |
| 6月10日                                           | 曆與駿河受咩咩所託，兩人一起到北白蛇神社貼靈符。 | 撫子蛇                     | 化物語（下）                              | 09-10                                     |
| 6月11日                                           | 曆在書店發現千石撫子（下稱「撫子」）。 | 撫子蛇                     | 化物語（下）                              | 09-10                                     |
| 6月11日                                           | 翼開始時常頭痛。 | 撫子蛇                     | 化物語（下）                              | 09-10                                     |
| 6月11日                                           | 曆和駿河到北白蛇神社追上撫子。 | 撫子蛇                     | 化物語（下）                              | 09-10                                     |
| 6月11日                                           | 撫子說明其身體表面鱗片的情況。曆和駿河被咩咩告知解決方法。 | 撫子蛇                     | 化物語（下）                              | 09-10                                     |
| 6月11日                                           | 曆、駿河和撫子到北白蛇神社。 | 撫子蛇                     | 化物語（下）                              | 09-10                                     |
| 6月11日                                           | 在駿河的協助下，「撫子蛇」事件完結。 | 撫子蛇                     | 化物語（下）                              | 09-10                                     |
| 6月13日                                           | 曆與黑儀第一次約會。 | 翼貓                       | 化物語（下）                              | 11-15                                     |
| 6月13日                                           | 真宵在Mister Donut門前發現小忍，並與她對話。 | 翼貓                       | 化物語（下）                              | 11-15                                     |
| 6月14日                                           | 真宵告訴曆小忍的情況。 | 翼貓                       | 化物語（下）                              | 11-15                                     |
| 6月14日                                           | 黑羽川再次覺醒。咩咩告知曆小忍離家出走。 | 翼貓                       | 化物語（下）                              | 11-15                                     |
| 6月14日                                           | 曆與咩咩將黑羽川監禁。 | 翼貓                       | 化物語（下）                              | 11-15                                     |
| 6月14日                                           | 咩咩離開了小鎮。 | 翼貓                       | 化物語（下）                              | 11-15                                     |
| 6月14日                                           | 曆找回小忍。 | 翼貓                       | 化物語（下）                              | 11-15                                     |
| 6月14日                                           | 在小忍的協助下，「翼貓」事件完結。 | 翼貓                       | 化物語（下）                              | 11-15                                     |
| 6月15日                                           | 曆、黑仪、翼、駿河到舊私塾跡地訪問。 | 翼貓                       | 化物語（下）                              | 11-15                                     |
| 6月16日                                           | 私立直江津高校大文化祭舉行。 | 翼貓                       | 化物語（下）                              | 11-15                                     |
| 6月18日                                           | 曆與翼到卡拉OK。在翼的要求下，曆剪了翼的頭髮（辮子）。 | 翼歌                       | 化物語動畫導覽書 Anime Complete Guidebook | 化物語動畫導覽書 Anime Complete Guidebook |
| 6月                                               | 真宵提供給曆關於公園內顏砂坑的事。 | 曆沙                       | 曆物語                                    | 03                                        |
| 6月                                               | 翼聽聞黑儀在報告中提起此事後主動聯絡曆，而後曆聯繫公園管理方解決此事。 | 曆沙                       | 曆物語                                    | 03                                        |
| 不明                                              | 曆和黑儀去蛋糕自助餐。 | 黑儀自助餐                 | 化物語動畫導覽書 Anime Complete Guidebook | 化物語動畫導覽書 Anime Complete Guidebook |
| 不明                                              | 曆和駿河打籃球。 | 駿河庭                     | 化物語動畫導覽書 Anime Complete Guidebook | 化物語動畫導覽書 Anime Complete Guidebook |
| 不明                                              | 曆和撫子去游泳池。 | 撫子游泳池                 | 化物語動畫導覽書 Anime Complete Guidebook | 化物語動畫導覽書 Anime Complete Guidebook |
| 不明                                              | 曆和潤一起退治吸血鬼。 | 潤建設                     | 混物語                                    | 混物語                                    |
| 不明                                              | 曆在北方白屋神社遇見眉美。 | 眉美紅眼                   | 混物語                                    | 混物語                                    |
| 7月的假日                                         | 曆第二次打掃駿河的房間。洗澡時聽聞駿河提及其父親與井水的故事。 | 曆水                       | 曆物語                                    | 04                                        |
| 7月29日                                           | 在翼的協助下，阿良良木火怜（下稱「火怜」）與貝木泥舟（下稱「貝木」）見面。其間，火怜被貝木注入火蜂怪異的毒，發高燒。 | 火怜蜜蜂                   | 偽物語（上）                              | 01-07                                     |
| 7月29日                                           | 曆被黑儀拘禁。 | 火怜蜜蜂                   | 偽物語（上）                              | 01-07                                     |
| 7月30日                                           | 在小忍與翼的幫助下，曆成功回家。 | 火怜蜜蜂                   | 偽物語（上）                              | 01-07                                     |
| 7月30日                                           | 曆與小忍和解。 | 火怜蜜蜂                   | 偽物語（上）                              | 01-07                                     |
| 7月30日                                           | 翼幫忙照顧火怜。其後，曆送翼回家。 | 火怜蜜蜂                   | 偽物語（上）                              | 01-07                                     |
| 7月30日                                           | 曆到戰場原家詢問貝木的情報。其間，火怜離家出走。 | 火怜蜜蜂                   | 偽物語（上）                              | 01-07                                     |
| 7月30日                                           | 曆强吻了火怜，又與火怜在街上大打出手。其後，火怜回家。 | 火怜蜜蜂                   | 偽物語（上）                              | 01-07                                     |
| 7月30日                                           | 曆與黑儀一起與貝木見面。 | 火怜蜜蜂                   | 偽物語（上）                              | 01-07                                     |
| 7月30日                                           | 貝木承諾永不進入小鎮並離開。 | 火怜蜜蜂                   | 偽物語（上）                              | 01-07                                     |
| 7月31日                                           | 火怜病癒。「火怜蜜蜂」正式事件完結。 | 火怜蜜蜂                   | 偽物語（上）                              | 01-07                                     |
| 8月初旬                                           | 撫子到阿良良木家訪問。 | 曆風                       | 曆物語                                    | 05                                        |
| 8月9日                                            | 撫子練習構想了漫畫的四話。 | 千石撫子的幾乎每天的筆記本 | 近日筆記本官方指南2015                    | 近日筆記本官方指南2015                    |
| 8月14日                                           | 曆與透過貝木得知阿良良木月火（下稱「月火」）是不死鳥的怪異，因而前來消滅其存在的影縫余弦（下稱「余弦」）和斧乃木余接（下稱「余接」）相遇。 | 月火鳳凰                   | 偽物語（下）                              | 09-10                                     |
| 8月14日                                           | 曆回家。余弦及余接爆開阿良良木家的大門，將月火的身體一分為二。 | 月火鳳凰                   | 偽物語（下）                              | 09-10                                     |
| 8月14日                                           | 余接向曆說明月火的真身。 | 月火鳳凰                   | 偽物語（下）                              | 09-10                                     |
| 8月14日                                           | 曆、忍與貝木再會。曆透過貝木獲取余弦情報。 | 月火鳳凰                   | 偽物語（下）                              | 09-10                                     |
| 8月14日                                           | 曆向貝木詢問讓留言流行的手法，貝木對其進行回應。 | 曆風                       | 曆物語                                    | 05                                        |
| 8月14日                                           | 曆與小忍到舊私塾與余弦及余接決鬥。 | 月火鳳凰                   | 偽物語（下）                              | 11                                        |
| 8月14日                                           | 余弦與余接自動離開，「月火鳳凰」事件完結。 | 月火鳳凰                   | 偽物語（下）                              | 11                                        |
| 8月20日                                           | 暑假的最後一天，曆把真宵帶回自己房間。真宵遺留了背包。 | 真宵房間                   | 化物語動畫導覽書 Anime Complete Guidebook | 化物語動畫導覽書 Anime Complete Guidebook |
| 8月20日                                           | 曆再次與余接相會。 | 真宵殭屍                   | 傾物語                                    | 01                                        |
| 8月21日 （開學禮）                                | 曆為了做暑期功課而請忍時光回流至8月20日。不料時光回流了11年前。 | 真宵殭屍                   | 傾物語                                    | 01                                        |
| 8月21日 （開學禮）                                | 翼遇上正尋找曆的真宵，其後看見了虎的怪異。 | 翼虎                       | 貓物語（白）                              | 01                                        |
| 8月21日 （開學禮）                                | 曆與小忍藉著另一世界線的姬絲秀忒的力量回到原來的世界線。 | 真宵殭屍                   | 傾物語                                    | 04                                        |
| 8月21日 （開學禮）                                | 真宵到阿良良木家拿背包。此時曆與真宵被不明怪異襲擊，余接帶兩人逃脫至廢棄私塾。 | 忍時間                     | 鬼物語                                    | 01-02                                     |
| 8月21日 （開學禮）                                | 曆得知小忍的往事後，與真宵、忍、余接於廢棄私塾再次被不明怪異襲擊。余接帶眾人逃到镇外的深山。 | 忍時間                     | 鬼物語                                    | 01-02                                     |
| 8月21日 （開學禮）                                | 羽川家完全燒毀。 | 翼虎                       | 貓物語（白）                              | 01                                        |
| 8月21日 （開學禮）                                | 翼晚上到舊私塾留宿。黑羽川開始在晚間出現。 | 翼虎                       | 貓物語（白）                              | 01                                        |
| 8月22日                                           | 曆睡了12小時之後醒來。三人開始下山。 | 忍時間                     | 鬼物語                                    | 03                                        |
| 8月22日                                           | 翼被黑儀扇耳光，后被帶到戰場原家，並收到曆表示沒有大礙的的郵件。 | 翼虎                       | 貓物語（白）                              | 01-02                                     |
| 8月23日                                           | 曆一行人下山，發現等待的臥煙伊豆湖。 | 忍時間                     | 鬼物語                                    | 04                                        |
| 8月23日                                           | 翼改往阿良良木家暫住。 | 翼虎                       | 貓物語（白）                              | 03                                        |
| 8月23日                                           | 真宵成佛。 | 忍時間                     | 鬼物語                                    | 04                                        |
| 8月23日                                           | 曆寄了郵件約駿河見面，亦有寄一份給翼。黑羽川與忍就此展開討論，其後發現完全燒毀的舊私塾。 | 翼虎                       | 貓物語（白）                              | 03                                        |
| 8月23日                                           | 在舊私塾曆作為中間人，代臥煙伊豆湖向骏河委託事情。兩人卻遭到盔甲怪異（死屍累生死郎，也称「初代怪异杀手」，简称「初代」）攻擊。在苛虎燒掉舊私塾時被余接所救。                                                                                       | 忍盔甲                     | 終物語（中）                              | 08-13                                     |
| 8月24日                                           | 初代對曆申請決鬥，曆获胜。初代被小忍吃掉，盔甲被伊豆湖拿走。 | 忍盔甲                     | 終物語（中）                              | 08-13                                     |
| 8月24日                                           | 翼遇上艾比所特和伊豆湖，察覺到燒毀事件的真相。 | 翼虎                       | 貓物語（白）                              | 04-05                                     |
| 8月24日                                           | 翼與曆一同回收黑羽川和苛虎。翼最終向曆表白但被拒。 | 翼虎                       | 貓物語（白）                              | 04-05                                     |
| 9月初                                             | 撫子目擊曆與黑儀感情很好地一同外出。 | 撫子美杜莎                 | 囮物語                                    | 04回忆                                    |
| 9月上旬-中旬                                      | 撫子到北白蛇神社請求神明的幫助。 | 撫子美杜莎                 | 囮物語                                    | 04回忆                                    |
| 9月下旬                                           | 曆與火憐在道場的樹談話。 | 曆樹                       | 曆物語                                    | 06-07                                     |
| 10月平日                                          | 月火在鬧鬼的茶道部與曆相談。 | 曆茶                       | 曆物語                                    | 06-07                                     |
| 10月下旬                                          | 駿河介紹忍野扇（下稱「扇」）給曆。 | 扇公式                     | 終物語（上）                              | 01-02                                     |
| 10月下旬                                          | 曆與扇進入「不存在的教室」。曆解开2年前班会的真相。 | 扇公式                     | 終物語（上）                              | 01-02                                     |
| 10月下旬                                          | 育復學。曆前往初中学校调查鞋柜里的谜题。 | 育謎題                     | 終物語（上）                              | 03-04                                     |
| 10月下旬                                          | 翼与曆前拜访复学一天后就请假的育。第二天解开育母亲消失的真相。育转学。 | 育迷失                     | 終物語（上）                              | 05-07                                     |
| 10月31日                                          | 撫子與扇相遇。撫子認為扇是一個十分可疑的人。 | 撫子美杜莎                 | 囮物語                                    | 01-03                                     |
| 11月1日                                           | 撫子留宿於阿良良木家，找到咒符。 | 撫子美杜莎                 | 囮物語                                    | 01-03                                     |
| 11月1日                                           | 曆與扇訪問北白蛇神社。 | 曆山                       | 曆物語                                    | 08                                        |
| 11月2日                                           | 撫子成為神。 | 撫子美杜莎                 | 囮物語                                    | 04                                        |
| 12月23日                                          | 曆向扇說明真宵成佛的經過。 | 忍時間                     | 鬼物語                                    | 04                                        |
| 12月某日                                          | 黑儀给曆做了5个甜甜圈，小忍吃掉其中一个。 | 曆環面                     | 曆物語                                    | 09                                        |
| 1月1日                                            | 貝木在京都接到黑儀的電話工作委託。 | 黑儀結局                   | 戀物語                                    | 01-04                                     |
| 1月1日                                            | 貝木和黑儀為了見面而向沖繩移動。 | 黑儀結局                   | 戀物語                                    | 01-04                                     |
| 1月2日                                            | 貝木到千石家訪問並進行調查。 | 黑儀結局                   | 戀物語                                    | 01-04                                     |
| 1月2日                                            | 貝木到北白蛇神社與撫子見面。 | 黑儀結局                   | 戀物語                                    | 01-04                                     |
| 1月3日                                            | 貝木和余接再會，收到伊豆湖的信和300万日圆要求貝木不要再过问撫子的事。 | 黑儀結局                   | 戀物語                                    | 01-04                                     |
| 1月3日                                            | 貝木非法入侵撫子的房間。 | 黑儀結局                   | 戀物語                                    | 01-04                                     |
| 1月4日                                            | 貝木在北白蛇神社的入口與翼相遇。 | 黑儀結局                   | 戀物語                                    | 01-04                                     |
| 1月                                               | 貝木在舊私塾與沼地蠟花（下稱「蠟花」 ）相遇。 | 黑儀結局                   | 戀物語                                    | 01-04                                     |
| 1月中旬                                           | 余接防止曆和貝木相遇。 | 曆種子                     | 曆物語                                    | 10                                        |
| 2月1日                                            | 貝木欺騙撫子失敗。但最終成功令撫子變回人類。貝木被中學生襲擊 重傷。 | 黑儀結局                   | 戀物語                                    | 05-06                                     |
| 2月13日                                           | 曆發現了自己身上發生的異變，並與余弦、余接再會。 | 余接人偶                   | 憑物語                                    | 01-03                                     |
| 不明                                              | 曆與駿河進行籃球對決。 | 駿河庭                     | 化物語動畫導覽書 Anime Complete Guidebook | 化物語動畫導覽書 Anime Complete Guidebook |
| 2月14日                                           | 余接在阿良良木家住。 | 余接人偶                   | 憑物語                                    | 04                                        |
| 2月                                               | 余弦居住在北白蛇神社 | 曆无事                     | 曆物語                                    | 11                                        |
| 2月下旬                                           | 曆和余弦得到一個教訓。隔天余弦失踪。 | 曆无事                     | 曆物語                                    | 11                                        |
| 3月13日                                           | 曆與扇談論鎧武者的事件。 | 忍盔甲                     | 終物語（中）                              | 12                                        |
| 3月13日                                           | 曆被伊豆湖杀了。和真宵再次见面。 | 曆死亡                     | 曆物語                                    | 12                                        |
| 3月13日                                           | 曆和正弦在阿鼻地狱再次见面，和真宵活着返回。姬絲秀忒完全复活。 | 真宵地狱                   | 終物語（下）                              | 14-15                                     |
| 3月14日                                           | 曆和黑仪约会。 | 黑仪约会                   | 終物語（下）                              | 16-17                                     |
| 3月14日                                           | 曆知道了扇的真面目。咩咩再次登场。真宵成神。姬絲秀忒再次作为忍野忍回到曆的影子里。 | 扇黑闇                     | 終物語（下）                              | 18-20                                     |
| 3月15日                                           | 曆、黑仪和翼毕业。 | 扇黑闇                     | 終物語（下）                              | 18-20                                     |
| 3月15日                                           | 翼启程 | 曆反轉                     | 續・終物語                                | 01-06                                     |
| 3月16日                                           | 曆進入翻轉鏡世界。 | 曆反轉                     | 續・終物語                                | 01-06                                     |
| 3月17日                                           | 曆回到原來的世界。 | 曆反轉                     | 續・終物語                                | 01-06                                     |
| 3月18日                                           | 曆和黑儀接到大學錄取的通知。 | 曆反轉                     | 續・終物語                                | 01-06                                     |
| 不明                                              | 月火和曆要去理髮。 | 月火刷牙                   | 女英雄書                                  | 女英雄書                                  |
| 4月                                               | 曆和黑儀錄取国立曲直瀬大学。 | 忍芥末                     | 忍物語                                    | 忍物語                                    |
| 4月9日                                            | 駿河聽到「惡魔大人」的傳聞。駿河與蠟花相遇。 | 駿河惡魔                   | 花物語                                    | 01-05                                     |
| 4月10日                                           | 駿河的惡魔之手從左腕上消失了。 | 駿河惡魔                   | 花物語                                    | 01-05                                     |
| 4月16日                                           | 駿河離鎮參加大學學園開放活動。在回家的途中駿河與貝木相遇。 | 駿河惡魔                   | 花物語                                    | 01-05                                     |
| 4月17日                                           | 駿河與蠟花再會。 | 駿河惡魔                   | 花物語                                    | 01-05                                     |
| 4月17日                                           | 貝木將神原遠江的遺物—惡魔之首寄到神原家。 | 駿河惡魔                   | 花物語                                    | 01-05                                     |
| 4月19日                                           | 駿河與曆再會。 | 駿河惡魔                   | 花物語                                    | 01-05                                     |
| 4月21日                                           | 駿河與蠟花對決。 | 駿河惡魔                   | 花物語                                    | 01-05                                     |
| 4月21日                                           | 蠟花成佛。 | 駿河惡魔                   | 花物語                                    | 01-05                                     |
| 4月21日                                           | 曆幫駿河理髮。 | 駿河惡魔                   | 花物語                                    | 01-05                                     |
| 不明(夏日)                                        | 余接和月火相見。 | 月火復原                   | 愚物語                                    | 愚物語                                    |
| 不明（暑假前的平日）                              | 撫子増加了。 | 撫子畫                     | 撫物語                                    | 撫物語                                    |
| 不明（期末考試前）                                | 曆答應伊豆湖的要求，作為幫助人員，尋求直江津高中女生學生失踪（木乃伊化）事件的肇事者。 | 忍芥末                     | 忍物語                                    | 忍物語                                    |
| 7月 （暑假第一天）                                | 駿河在自家發現木乃伊的左手和母親留下的暗號。 | 駿河蠢蛋                   | 愚物語                                    | 愚物語                                    |
| 7月 （暑假第一天）                                | 火憐的導師命令她前往一座山。 | 火憐怪物                   | 業物語                                    | 業物語                                    |
| 7月 （暑假第二天）                                | 駿河和扇根據地圖進行尋寶。 | 駿河蠢蛋                   | 愚物語                                    | 愚物語                                    |
| 5年後                                             | 曆得被分配到直江津署風説課。 | 前科美人魚                 | 結物語                                    | 結物語                                    |
| 另一个世界线                                      | |                            |                                           |                                           |
| 11年前 5月13日                                    | 來到這個世界線的曆為了拯救真宵的性命而在鎮上漫步。 | 真宵殭屍                   | 傾物語                                    | 02                                        |
| 11年前 5月13日                                    | 曆遇到年幼的翼。並得到「協助」，到了派出所。 | 真宵殭屍                   | 傾物語                                    | 02                                        |
| 11年前 5月13日                                    | 曆從派出所得知八九寺家的位置。 | 真宵殭屍                   | 傾物語                                    | 02                                        |
| 11年前 5月14日                                    | 曆和忍在八九寺家等待真宵出門，但等了很久仍看不見真宵。 | 真宵殭屍                   | 傾物語                                    | 02                                        |
| 11年前 5月14日                                    | 曆從真宵父親得知真宵在凌晨時已出門。 | 真宵殭屍                   | 傾物語                                    | 02                                        |
| 11年前 5月14日                                    | 曆在鎮上使用吸血鬼力量狂奔。 | 真宵殭屍                   | 傾物語                                    | 02                                        |
| 11年前 5月14日                                    | 曆在真宵將被貨車撞上時救了真宵。 | 真宵殭屍                   | 傾物語                                    | 02                                        |
| 11年前 5月14日                                    | 曆和忍時空跳躍至這個世界線的8月21日。 | 真宵殭屍                   | 傾物語                                    | 03                                        |
| 街道X的黃金周之前                                 | 咩咩遇到了長大成熟的真宵。 | 真宵殭屍                   | 傾物語                                    | 03                                        |
| 6月14日夜半-15日                                  | 世界毀滅和吸血鬼化。 | 真宵殭屍                   | 傾物語                                    | 03                                        |
| 街道X的六月十四日（星期三）至六月十五日（星期四） | 忍離開家鄉和吸血鬼化去摧毀世界。 | 真宵殭屍                   | 傾物語                                    | 03                                        |
| 8月21日                                           | 曆與小忍來到8月21日，發現世界已毀滅，變成喪屍的世界。 | 真宵殭屍                   | 傾物語                                    | 03                                        |
| 8月21日                                           | 看了報紙知道6月14是關鍵日（真宵沒死，所以沒發生6月13日遇見小忍事件，曆被黑羽川幹掉，小忍取回力量變回姬絲秀忒，瘋狂製造眷屬後自殺不遂）。 | 真宵殭屍                   | 傾物語                                    | 03                                        |
| 8月24日                                           | 曆與小忍被喪屍圍堵。成長後的真宵用大米救了兩人。 | 真宵殭屍                   | 傾物語                                    | 04                                        |
| 8月24日                                           | 曆閱讀了咩咩託真宵給曆的信，得知世界毀滅的原因。 | 真宵殭屍                   | 傾物語                                    | 04                                        |
| 8月26日                                           | 曆與小忍與姬絲秀忒對決。姬丝秀忒见到另一时间线关系亲密的曆與小忍后，自愿被小忍吃掉。 | 真宵殭屍                   | 傾物語                                    | 04                                        |
| 8月26日                                           | 曆與小忍藉著吸收姬絲秀忒的力量時空跳躍到原來的世界線。 | 真宵殭屍                   | 傾物語                                    | 04                                        |

## 電視動畫
2009年，講談社宣佈啟動西尾維新動畫PROJECT，本作系列第一部《化物語》與《刀語》分別展開改編為動畫的計劃。同年7月，《化物語》動畫版正式播放，全15集，其中1至12集於各個電視台播放，13至15集則通過官方網站播放。製作中期曾出現作畫進度無法趕上播放進度的問題，狀況可見於播放第5話後插入總集篇、第10話出現過多文字兼用卡、以至網絡話數之播放日期相差甚遠等。然而，有關狀況無阻本作牽起熱潮，並創下了多項電視動畫作品之影碟銷售紀錄，同時間接促成了原作系列第二季的出現。
2010年7月，於化物語網路播放完畢時，公佈前傳兼系列第一部《傷物語》即將製作成動畫，隨後於2011年3月30日再度公佈作品形式為動畫電影，原定計劃於2012年內上映。惟後來因著各項製作上的取捨，有關時期的字句被刪去。
2011年9月15日，西尾維新動畫PROJECT舉辦最新情報發佈會，宣佈《偽物語》改編為電視動畫，並於2012年1月開始播放，全11集。播放前期宣佈了原作系列最終季展開，完結後亦在通訊上宣佈「全物語」動畫化。後來發佈的插繪和雜誌宣傳，確立相關計劃是包括《貓物語（黑）》，及其他六部屬於第二季作品的小說改編。
2012年10月，講談社率先公佈《貓物語（黑）》作電影院先行上映。同年12月7日，官方舉辦最新情報發佈會，宣佈《貓物語（黑）》於12月29日先行上映，並於12月31日以兩小時電視動畫特別篇的形式播出，於發佈影碟時則被分作4集。
《貓物語（黑）》播畢以後，隨即播出《物語系列 第二季》於2013年推出的宣傳短片。同年7月，電視動畫開始播放，包括《貓物語（白）》、《傾物語》、《囮物語》、《鬼物語》及《戀物語》共五部作品，合共23集，中間附有3集回顧前作的總集篇。雖則宣傳和製作之時是以第二季的名義統合一切，惟每部的影像和影碟產品均只會標記本身的名字。同為原作第二季系列以內的《花物語》則納入《物語系列 第二季+α》名義之下，原定於2014年5月推出，但由於動畫公司同期工作過於繁忙而緊急延期，直至於2014年8月16日一连播放5集。
之後，原作最終季系列第一部《憑物語》亦己於10月21日前後公佈動畫化，已於2014年12月31日以兩小時電視動畫特別篇的形式播出，於發佈影碟時則被分作4集。隨後同系列《終物語》亦於2015年7月宣佈於10月推出電視動畫。2015年10月3日，开始播出終物語上篇和中篇，共12集。
2015年10月7日，官方為《傷物語》重新投入前線宣傳，宣布本作將會分為三部上映。第一部《傷物語Ⅰ 鐵血篇》於2016年1月8日上映，片長64分鐘；第二部《傷物語Ⅱ 熱血篇》於2016年8月19日上映，片長69分鐘；第三部《傷物語Ⅲ 冷血篇》於2017年1月6日上映，片長83分鐘。
2015年12月，官方宣布透过《物语系列》APP发布改编自終物語發佈期間插入的短篇小說系列《曆物語》為動畫，自2016年1月9日起每星期日更新，全12话。
2017年，《終物語》下篇共7集被安排於8月12日及13日兩夜連續播出。該作品影碟發佈時，同時宣佈最終季最後一本小說《續·終物語》動畫化的消息。2018年，續·終物語於11月10日在電影院上映全集，其後於2019年2月至3月推出分為6集的影碟版，再在5月至6月安排電視播放。
2024年1月，官方宣佈《物語系列 第外季&第怪季》展開動畫化工作，於7月推出電視動畫。

## 廣播劇CD
《原創廣播劇CD　佰物語》於2009年8月3日推出，由講談社BOX出版的廣播劇光盤同時包含劇本與小冊子（ISBN 978-4-06-215369-0）。內容為阿良良木曆和多位女角色暢談校園和生活上的各種趣事，令本作世界觀更為完備。
| 話數 | 標題       | 話數 | 標題         | 話數 | 標題               | 話數 | 標題             | 話數 | 標題         |
| ---- | ---------- | ---- | ------------ | ---- | ------------------ | ---- | ---------------- | ---- | ------------ |
| 1    | 入學試験   | 21   | 登下校       | 41   | 図書室             | 61   | バレンタインデー | 81   | 體育館       |
| 2    | 合格発表   | 22   | クラブ活動   | 42   | 夏休み             | 62   | 移動教室         | 82   | 気象警報     |
| 3    | 入學式     | 23   | 放課後       | 43   | 冬休み             | 63   | 黒板             | 83   | 掃除當番     |
| 4    | 制服       | 24   | 私服         | 44   | 春休み             | 64   | 將來の夢         | 84   | 五月病       |
| 5    | クラス分け | 25   | 友達         | 45   | ゴールデンウィーク | 65   | ラブレター       | 85   | 球技大會     |
| 6    | 週休二日   | 26   | 攜帯電話     | 46   | 避難訓練           | 66   | 修學旅行         | 86   | 戀愛         |
| 7    | テスト     | 27   | メール       | 47   | 通知表             | 67   | 宿題             | 87   | 職員室       |
| 8    | 文系・理系 | 28   | アルバイト   | 48   | マラソン大會       | 68   | お弁當           | 88   | 朝禮         |
| 9    | 國語       | 29   | テレビ       | 49   | 文房具             | 69   | 受験勉強         | 89   | 學級會       |
| 10   | 數學       | 30   | ラジオ       | 50   | 髪型               | 70   | 推薦入試         | 90   | ボランティア |
| 11   | 社會       | 31   | 體操服       | 51   | 委員長             | 71   | 合唱會           | 91   | 持ち物検査   |
| 12   | 英語       | 32   | プール       | 52   | 不良               | 72   | 肝試し           | 92   | テスト勉強   |
| 13   | 理科       | 33   | 喧嘩         | 53   | 階段               | 73   | 休み時間         | 93   | 廊下         |
| 14   | 體育       | 34   | 體育祭       | 54   | 怪談               | 74   | 出席番號         | 94   | 旅行         |
| 15   | 保健體育   | 35   | ニックネーム | 55   | 青春               | 75   | 文化祭           | 95   | 告白         |
| 16   | 音楽       | 36   | 更衣室       | 56   | 屋上               | 76   | 林間學校         | 96   | 掲示板       |
| 17   | 書道       | 37   | 身體測定     | 57   | 授業               | 77   | 転校生           | 97   | 買い食い     |
| 18   | 美術       | 38   | 出欠         | 58   | 席替え             | 78   | 學問             | 98   | ストーブ     |
| 19   | 家庭科     | 39   | 學級閉鎖     | 59   | 教科書             | 79   | 読書             | 99   | 體育倉庫     |
| 20   | 教師       | 40   | 保健室       | 60   | ゲームセンター     | 80   | 衣替え           | 100  | 卒業式       |

- CD上共分為99段、其中第1－2段「入學測驗」與「合格發佈」、第44－45段「春假」與「黃金周」、第53－54段「階段」與「怪談」分別被合併為一段。
- 首曲目合唱包含在第1段；最終曲目合唱包含在第99段中。

## 活動
2015年11月27日開始，SHAFT公司設立40周年紀念活動《MADOGATARI展》陸續於東京、大阪、札幌開展。本作與《魔法少女小圓》並列為展出作品的2大主題，展覽名稱就是這2部動畫的合體。

## 外部連結
- 物語系列官方網站（日語）
- 物語系列台灣官方網站（繁體中文）
- 物語系列的X（前Twitter）
- Bakemonogatari（動畫）在動畫新聞網百科全書中的資料（英文）